# Elettronica di potenza

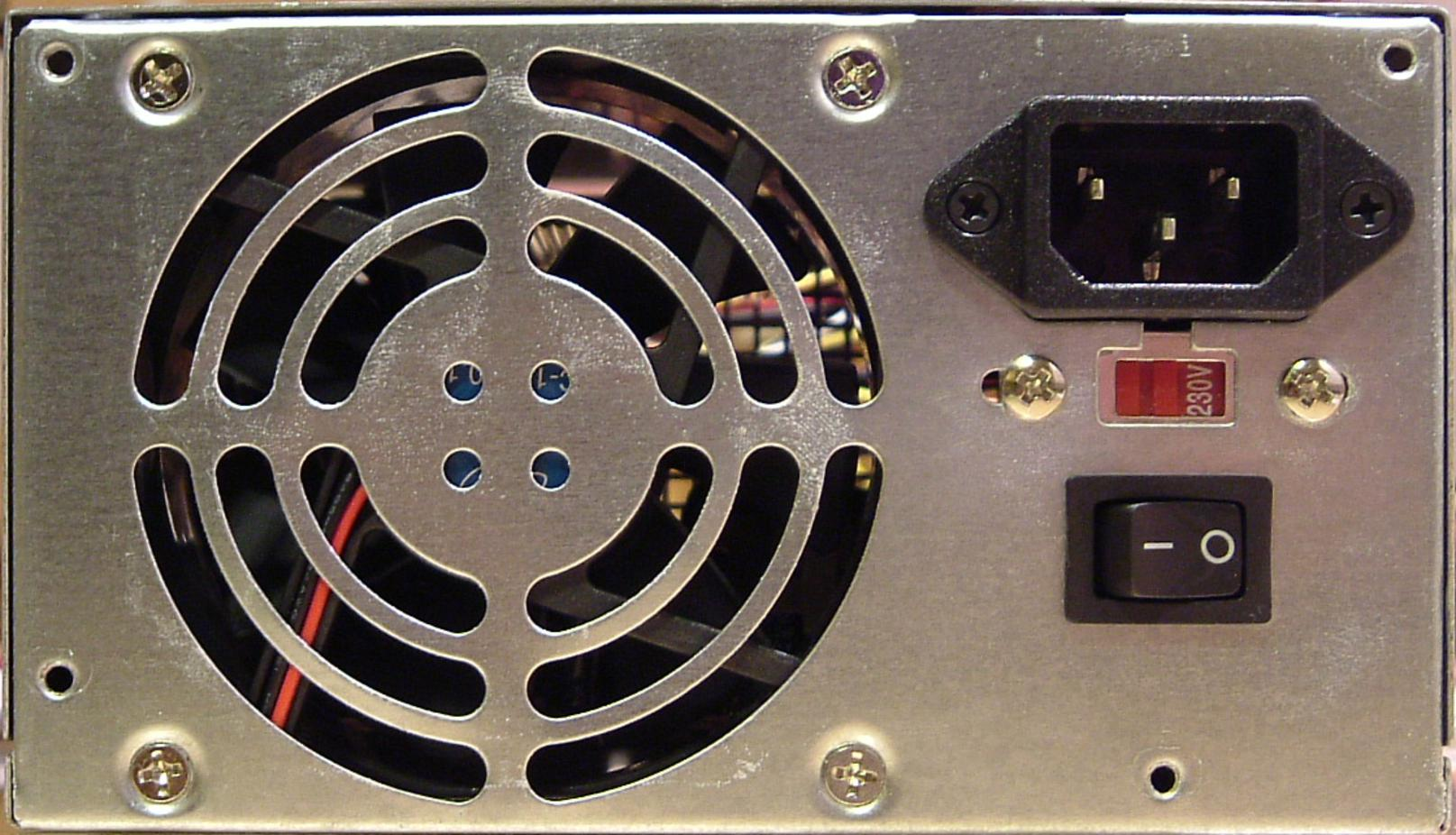
Alimentatore elettrico di un personal computer

L'elettronica di potenza è una branca dell'elettronica e allo stesso tempo una tecnologia associata alla conversione, al controllo e alla modifica efficiente della potenza elettrica disponibile in ingresso a un sistema fisico, circuito elettrico o elettronico, per trasformarla in un'uscita desiderata.

## Descrizione

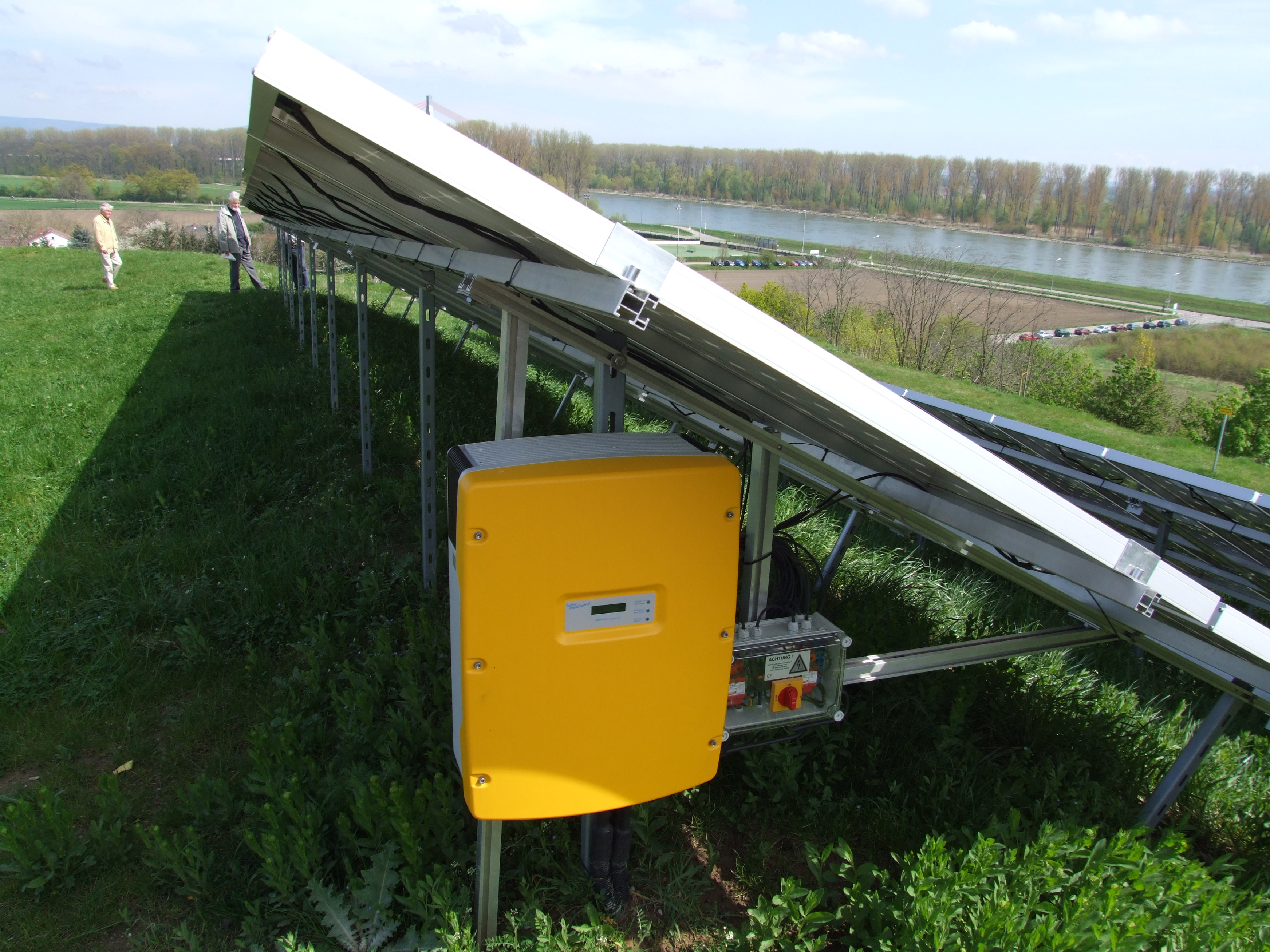
Un inverter di un impianto fotovoltaico

Esempi di corrente alternata

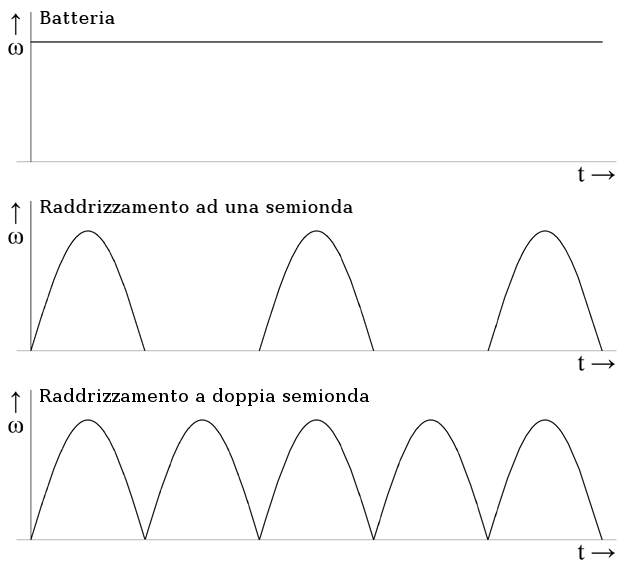
Esempio di raddrizzamento di corrente alternata

Simbolo della corrente diretta

I convertitori di elettronica di potenza si trovano ovunque ci sia necessità di modificare la forma dell'energia elettrica (ad esempio modificare la tensione, la corrente o la frequenza). Pertanto, la loro gamma di potenza varia da alcuni milliwatt (come nei telefoni cellulari) a centinaia di megawatt (come nei sistemi di trasmissione HVDC). 
Nell'elettronica "classica", la corrente elettrica e la tensione sono utilizzate per trasportare l'informazione, mentre nell'elettronica di potenza sono utilizzate per trasportare potenza. Il principale obiettivo dell'elettronica di potenza è pertanto l'efficienza.
I primi strumenti in assoluto dell'elettronica di potenza furono i raddrizzatori al mercurio. Nei sistemi moderni, la conversione è attuata con materiali semiconduttori come diodi, tiristori e transistori. Diversamente dai sistemi elettronici che hanno come obiettivo la trasmissione di segnali e dati, nell'elettronica di potenza viene trattata una considerevole quantità di energia elettrica. I convertitori AC-DC (raddrizzatori) sono i più tipici strumenti dell'elettronica di potenza, che si trovano in molti oggetti elettronici, come nelle televisioni, nei personal computer, nei carica-batterie etc. La gamma di potenza varia solitamente da decine di watt a diverse centinaia di watt. Nell'industria, la più comune applicazione è il regolatore di velocità, utilizzato per controllare motori elettrici; la loro potenza varia di solito da alcune centinaia di watt a decine di megawatt.
I sistemi di conversione di potenza possono essere classificati secondo il tipo di potenza di ingresso e in uscita:
- da AC a DC (raddrizzamento)
- da DC a AC (inversione)
- da DC a DC (conversione) (Chopper o alimentatore a commutazione)
- da AC a AC (conversione) (Cycloconverter e cycloinverter)

### Principio
Dato che l'efficienza è l'obiettivo dei convertitori di elettronica di potenza, le dissipazioni di potenza dei dispositivi elettronici devono essere ridotte al minimo. La potenza istantanea dissipata da un dispositivo è uguale al prodotto della tensione che attraversa l'oggetto per la corrente che vi scorre attraverso ({\displaystyle P=V\times I}). Per questo motivo, si può notare che le perdite di potenza sono ridotte al minimo quando la tensione è prossima allo zero (stato ON), oppure quando non scorre corrente attraverso di esso (stato OFF). Perciò un convertitore di elettronica di potenza è costruito con uno o più dispositivi che operano commutando dallo stato ON allo stato OFF. Con una tale struttura, l'energia viene trasferita dall'ingresso all'uscita del convertitore.

### Applicazioni
I sistemi di elettronica di potenza si trovano virtualmente in ogni dispositivo elettronico, ad esempio:
- I convertitori DC/DC sono utilizzati nella maggior parte degli strumenti mobili (cellulari etc.) per mantenere la tensione fissa a un certo livello, qualunque sia il carico della batteria. Questi convertitori sono anche utilizzati per l'isolamento elettronico e per la correzione del fattore di potenza.
- I convertitori AC/DC sono utilizzati ogni volta che un dispositivo elettronico è collegato alla rete elettrica (computer, televisione etc.)
- I convertitori AC/AC sono usati per modificare sia il livello di tensione sia la frequenza (adattatori di potenza internazionali etc.). Nelle reti di distribuzione della potenza i convertitori AC/AC possono essere utilizzati per scambiare potenza tra le reti di distribuzione a 50 Hz e quelle a frequenza maggiore.